# Esthersvej
Esthersvej i Hellerup er en ca. 400 meter lang vej og en af de nordligst beliggende i Københavns Kommune. Den løber mellem Ryvangs Allé/Hellerup Station og Tuborgvej.
Proprietær C.L. Ibsen gav vejen sit navn ca. 1902 efter den gammeltestamentelige kvinde Ester. Der er fem andre byer i Danmark, der har en Esthersvej, og atter to har en Estersvej (uden h).
Vejen er præget af huse på tre etager, der ofte ligger med ’siden til’, da grundene er ret dybe. Rundkørslen, der fører til Judithsvej, er anlagt med seks lindetræer og højt græs.

## Nævneværdige bygninger i gaden
- Nr. 33-37 hedder Ryvangsgaard, og er fra 1930-31 og tegnet af Elliot Hjuler (1893-1968).[2] Hjuler stod også for at tegne en del huse i Sydhavnen. [3] Huset er gennemgribende ombygget i det ydre.
- Nr. 25 er Petersborg. – med et flot punktum til sidst på facaden – er et stort hus fra 1903. Huset er opført i røde mursten og med unikke kvistvinduer. Tagformen er et såkaldt københavnertag.
- Nr. 24 er Absalonhus fra 1902. Huset er nu lyserødt og hvidt med masser af buer.
- Nr. 20 er fra 1904, tegnet af arkitekt A. Kolding og fik før 1997 sin meget intense og sjældne lyseblå farve, der næsten virker selvlysende.
- Nr. 14 er fra 1940. Bygningen er egentlig bygget i gule mursten, der er kalket røde.
- Nr. 1-5 er stramt, firkantet nybyggeri fra 2004. Der er hentet inspiration fra Arne Jacobsens klassiker Bellavista fra 1934: Lyse mure (denne gang i rigtig beton og ikke de mursten Jacobsen måtte ’nøjes med’), store vinduer og rummelige altaner.

Teaterfrisør C.M. Berg boede i 1911 i nr. 13. Rådmanden og rektoren for Gentofte Statsskole Aage Næsted (1877-1954) boede i nr. 12. Kunstmaler Nils Wiwel (1855-1914) boede i nr. 20.
I nr. 27 lå der tidligere Lystfiskerklubben af 1940 . Arkitekten Tage Rue (1893-1977), kendt for bl.a. Kødbyen, boede en tid i nr. 12. 